# Diaphorina citri
Diaphorina citri är en insektsart som beskrevs av Shinji Kuwayama 1908. Diaphorina citri ingår i släktet Diaphorina och familjen rundbladloppor. Inga underarter finns listade i Catalogue of Life.

## Bildgalleri

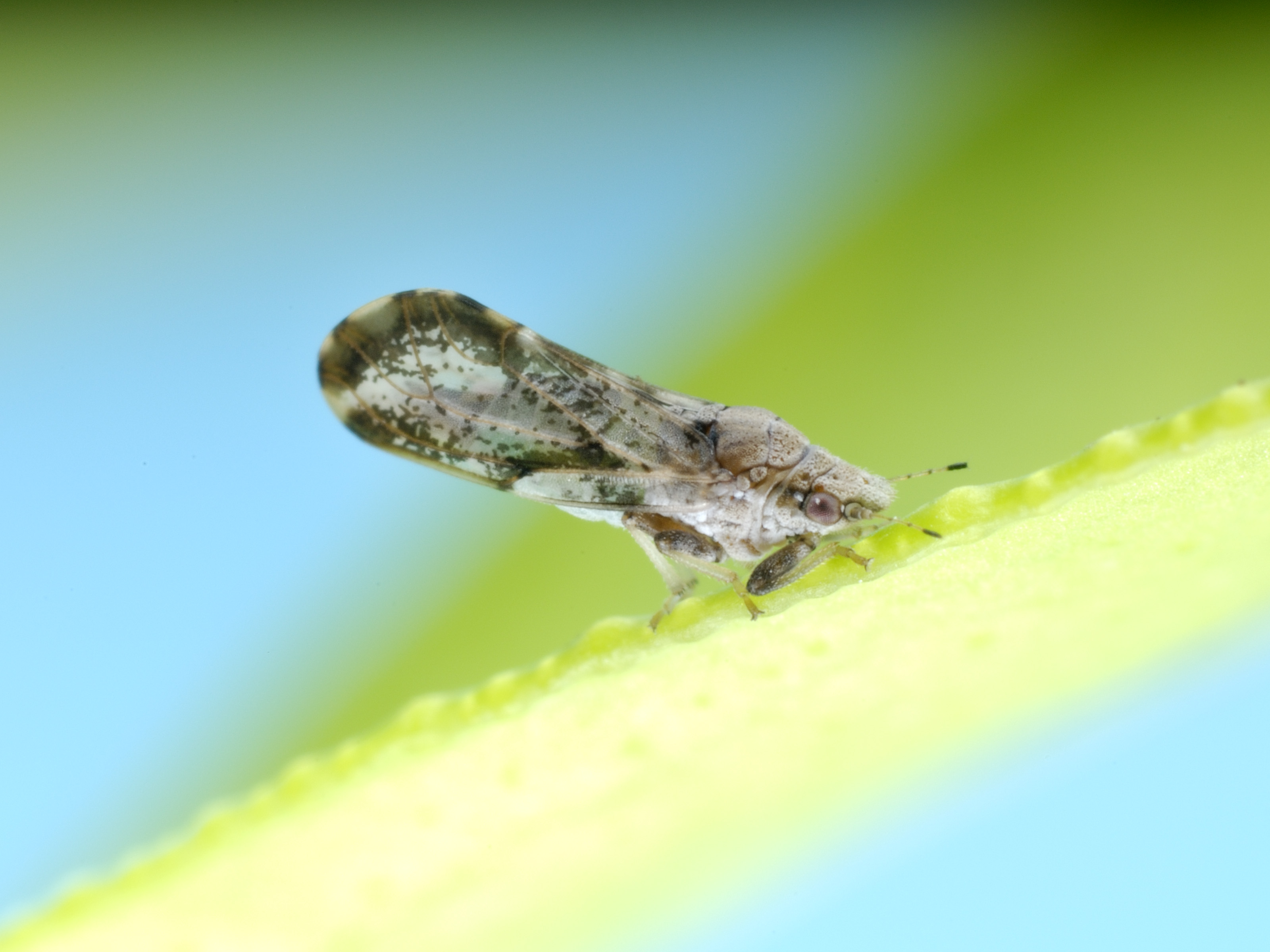